# Реплисома

Представление структуры реплисомы во время репликации ДНК

Реплисома — это сложная молекулярная машина, которая осуществляет репликацию ДНК. Реплисома сначала раскручивает двухцепочечную ДНК на две одиночные нити. Для каждой из полученных одиночных нитей синтезируется новая комплементарная последовательность ДНК. Конечным результатом является образование двух новых двухцепочечных последовательностей ДНК, которые являются точными копиями исходной двухцепочечной последовательности ДНК.